# 科力远新能源
湖南科力远新能源股份有限公司（简称“科力远”，上交所：600478）是一家位于湖南省长沙市的，以高新技术为主要产业的公司，创立于1998年1月。2003年9月在上海证券交易所上市。同时还是球队湖南湘涛主要投资商之一。
2009年10月，国有大型有色冶金、化工联合企业—金川集团与科力远在兰州签署协议，在镍氢二次电池、动力电池等产品开发上进行合作。

## 腳注
1. ↑   (PDF).   [2018-12-28]. （原始内容 (PDF)存档于2018-12-29）.
2. ↑  梁赟. . 金属世界. 2009, (6)  [2012-03-10]. （原始内容存档于2018-12-28）.

## 外部連結
- （简体中文）科力远官网 （页面存档备份，存于）